# Paretova porazdelitev
Paretova porazdelitev [parétova ~] je družina zveznih verjetnostnih porazdelitev. Imenuje se po italijanskem ekonomistu in sociologu Vilfredu Paretu (1848–1923). Uporablja se na področju socialnih, geofizikalnih in zavarovalniških ved. Zunaj ekonomskih ved se pogosto imenuje tudi Bradfordova porazdelitev.

## Definicija
Če je X slučajna spremenljivka, ki se podreja Paretovi porazdelitvi, potem je verjetnost, da bo zavzela vrednost večjo od x enaka:
{\displaystyle P(X>x)={\begin{cases}\left({\frac {x_{\mathrm {m} }}{x}}\right)^{k}&{\text{za }}x\geq x_{\mathrm {m} },\\1&{\text{za }}x<x_{\mathrm {m} }.\end{cases}}}
kjer je
- {\displaystyle x_{m}\!} minimalna vrednost, ki jo lahko zavzame slučajna spremenljivka X
- {\displaystyle k\!} pa je pozitivno celo število.

## Uporaba
Paretova porazdelitev se uporablja na mnogih področjih :
- velikost ljudskih naselbin (mesta, vasi)
- velikost datotek, ki uporabljajo TCP (Transmission Control Protocol) protokol na internetu (veliko manjših datotek, malo velikih).
- skupine delcev v Bose-Einsteinovem kondenzatu blizu absolutne ničle.
- velikost delcev peska
- velikost meteoritov
- pogorela področja v gozdnih požarih

itd.

## Značilnosti

### Funkcija gostote verjetnosti
Funkcija gostote verjetnosti za Paretovo porazdelitev je 
{\displaystyle f_{X}(x)={\begin{cases}k\,{\dfrac {x_{\mathrm {m} }^{k}}{x^{k+1}}}&{\text{za }}x>x_{\mathrm {m} },\\[12pt]0&{\text{za }}x<x_{\mathrm {m} }.\end{cases}}}.

### Zbirna funkcija verjetnosti
Zbirna funkcija verjetnosti je enaka 
{\displaystyle F_{X}(x)={\begin{cases}1-\left({\frac {x_{\mathrm {m} }}{x}}\right)^{k}&{\text{za }}x\geq x_{\mathrm {m} },\\0&{\text{za }}x<x_{\mathrm {m} }.\end{cases}}}.

### Pričakovana vrednost
Pričakovana vrednost je enaka 
{\displaystyle {\frac {k\,x_{\mathrm {m} }}{k-1}}{\text{ za }}k>1\,}.

### Varianca
Varianca je enaka 
{\displaystyle {\frac {x_{\mathrm {m} }^{2}k}{(k-1)^{2}(k-2)}}{\text{ za }}k>2\,}.

### Sploščenost
Sploščenost je 
{\displaystyle {\frac {6(k^{3}+k^{2}-6k-2)}{k(k-3)(k-4)}}{\text{ za }}k>4\,}.

### Koeficient simetrije
Koeficient simetrije je enak
{\displaystyle {\frac {2(1+k)}{k-3}}\,{\sqrt {\frac {k-2}{k}}}{\text{ za }}k>3\,}.

### Funkcija generiranja momentov
Funkcija generiranja momentov je 
{\displaystyle k(-x_{\mathrm {m} }t)^{k}\Gamma (-k,-x_{\mathrm {m} }t){\text{ za}}t<0\,}
kjer je
- {\displaystyle \Gamma (a,x)\!} nepopolna funkcija gama.

### Karakteristična funkcija
Karakteristična funkcija je
{\displaystyle k(-ix_{\mathrm {m} }t)^{k}\Gamma (-k,-ix_{\mathrm {m} }t)\,}
kjer je
- {\displaystyle \Gamma (a,x)\!} nepopolna funkcija gama.

### Povezava z Diracovo delta funkcijo
Ko je {\displaystyle k\to \infty \!}, se porazdelitev približuje vrednosti {\displaystyle \delta (x-x_{m})\!}, kjer je {\displaystyle \delta \,} Diracova funkcija delta.

## Povezave z drugimi porazdelitvami
- Slučajna spremenljivka {\displaystyle X\!} naj bo porazdeljena po Paretovi porazdelitvi s parametroma {\displaystyle x_{m}\!} in {\displaystyle \alpha \!} tako, da velja

{\displaystyle Y=\log \left({\frac {X}{x_{\mathrm {m} }}}\right).}.
V tem primeru je slučajna spremenljivka {\displaystyle Y\!} porazdeljena po eksponentni porazdelitvi tako, da je verjetnost, da bo spremenljivka Y zavzela vrednost večjo od y enaka
{\displaystyle P(Y>y)=e^{-ky}.\,}